# Die Senatorin für Gesundheit, Frauen und Verbraucherschutz
Die Senatorin für Gesundheit, Frauen und Verbraucherschutz der Freien Hansestadt Bremen ist als Gesundheitssenatorin für den Bereich Gesundheit, Gleichstellung und Verbraucherschutz als Oberste Landesbehörde zuständig und stellt damit das Gesundheitsministerium des Landes Bremen dar. Gesundheitssenatorin im Senat der Freien Hansestadt Bremen ist seit 2019 Claudia Bernhard (Die Linke). Staatsrätinnen sind Silke Stroth und Barbara Scriba-Hermann. 

## Geschichte
Im ersten Senat nach dem Zweiten Weltkrieg wurde der Bereich „Gesundheit“ ab 1946 vom Senator für das Gesundheitswesen abgedeckt. Das Gesundheitsressort war zwischenzeitlich mehrmals dem Sozialsenator angegliedert. Besonders in neuerer Zeit haben sich die Zuständigkeiten häufig geändert, wie in der Liste der Gesundheitssenatoren unten ersichtlich.

## Organisation
Die Dienststelle ist neben dem Leitungsbereich in folgende Abteilungen gegliedert:
- Abteilung Allgemeine Verwaltung
- Abteilung Gesundheit
- Abteilung Kommunale Kliniken

## Ämter
Folgende Ämter sind dem Senator für Gesundheit, Frauen und Verbraucherschutz zugeordnet:
- Gesundheitsamt Bremen
- Gesundheitsamt Bremerhaven
- Lebensmittelüberwachungs-, Tierschutz- und Veterinärdienst des Landes Bremen (LMTVet)
- Landesuntersuchungsamt für Chemie, Hygiene und Veterinärmedizin (LUA)
- Gewerbeaufsicht des Landes Bremen
- Eichamt Bremen

## Liste der Gesundheitssenatoren
| Name                                                              | Amtsantritt                                       | Senat                           | Partei                 |
| Senator für Gesundheit                                            | Senator für Gesundheit                            | Senator für Gesundheit          | Senator für Gesundheit |
| ----------------------------------------------------------------- | ------------------------------------------------- | ------------------------------- | ---------------------- |
| Käthe Popall                                                      | 23. Juli 1945 1. August 1945                      | Senat Vagts Kaisen I            | KPD                    |
| Senator für Gesundheit und Wohlfahrt                              |                                                   |                                 |                        |
| Käthe Popall                                                      | 28. November 1946                                 | Kaisen II                       | KPD                    |
| Adolf Ehlers                                                      | 28. März 1947                                     | Kaisen II                       | SPD                    |
| Senator für Gesundheit                                            |                                                   |                                 |                        |
| Hans Meineke                                                      | 22. Januar 1948                                   | Kaisen III                      | BDV                    |
| Senator für Wohlfahrt und Gesundheit                              |                                                   |                                 |                        |
| Johannes Degener                                                  | 29. November 1951 28. Dezember 1955               | Kaisen IV Kaisen V              | CDU                    |
| Karl Krammig                                                      | 8. Oktober 1958                                   | Kaisen V                        | CDU                    |
| Senator für Arbeit und Gesundheit                                 |                                                   |                                 |                        |
| Karl Weßling                                                      | 21. Dezember 1959 26. November 1963 20. Juli 1965 | Kaisen VI Kaisen VII Dehnkamp   | SPD                    |
| Senator für Gesundheit                                            |                                                   |                                 |                        |
| Karl Weßling                                                      | 28. November 1967                                 | Koschnick I                     | SPD                    |
| Karl-Heinz Jantzen                                                | 16. Oktober 1968                                  | Koschnick I                     | SPD                    |
| Senator für Gesundheit und Umweltschutz                           |                                                   |                                 |                        |
| Albert Müller                                                     | 15. Dezember 1971                                 | Koschnick II                    | SPD                    |
| Herbert Brückner                                                  | 3. November 1975 7. November 1979                 | Koschnick III Koschnick IV      | SPD                    |
| Senator für Gesundheit und Sport                                  |                                                   |                                 |                        |
| Herbert Brückner                                                  | 10. November 1983 18. September 1985              | Koschnick V Wedemeier I         | SPD                    |
| Henning Scherf (kommissarisch)                                    | 1. Februar 1987                                   | Wedemeier I                     | SPD                    |
| Senator für Gesundheit                                            |                                                   |                                 |                        |
| Henning Scherf (kommissarisch)                                    | 15. Oktober 1987                                  | Wedemeier II                    | SPD                    |
| Vera Rüdiger                                                      | 26. Januar 1988                                   | Wedemeier II                    | SPD                    |
| Claus Grobecker (kommissarisch)                                   | 12. Oktober 1991                                  | Wedemeier II                    | SPD                    |
| Senator für Gesundheit, Jugend und Soziales                       |                                                   |                                 |                        |
| Sabine Uhl                                                        | 11. Dezember 1991                                 | Wedemeier III                   | SPD                    |
| Irmgard Gaertner                                                  | 25. März 1992                                     | Wedemeier III                   | SPD                    |
| Sabine Uhl (kommissarisch)                                        | 28. Februar 1994                                  | Wedemeier III                   | SPD                    |
| Irmgard Gaertner                                                  | 16. März 1994                                     | Wedemeier III                   | SPD                    |
| Senator für Frauen, Gesundheit, Jugend, Soziales und Umweltschutz |                                                   |                                 |                        |
| Christine Wischer                                                 | 4. Juli 1995                                      | Scherf I                        | SPD                    |
| Senator für Arbeit, Frauen, Gesundheit, Jugend und Soziales       |                                                   |                                 |                        |
| Hilde Adolf                                                       | 7. Juli 1999                                      | Scherf II                       | SPD                    |
| Christine Wischer (kommissarisch)                                 | 16. Januar 2002                                   | Scherf II                       | SPD                    |
| Karin Röpke                                                       | 20. März 2002 4. Juli 2003 8. November 2005       | Scherf II Scherf III Böhrnsen I | SPD                    |
| Willi Lemke (kommissarisch)                                       | 12. Oktober 2006                                  | Böhrnsen I                      | SPD                    |
| Ingelore Rosenkötter                                              | 2. November 2006 29. Juni 2007                    | Böhrnsen I Böhrnsen II          | SPD                    |
| Senator für Bildung, Wissenschaft und Gesundheit                  |                                                   |                                 |                        |
| Renate Jürgens-Pieper                                             | 30. Juni 2011                                     | Böhrnsen III                    | SPD                    |
| Senator für Gesundheit                                            |                                                   |                                 |                        |
| Hermann Schulte-Sasse                                             | 13. Dezember 2012                                 | Böhrnsen III                    | parteilos              |
| Senator für Wissenschaft, Gesundheit und Verbraucherschutz        |                                                   |                                 |                        |
| Eva Quante-Brandt                                                 | 15. Juli 2015                                     | Sieling                         | SPD                    |
| Senator für Gesundheit, Frauen und Verbraucherschutz              |                                                   |                                 |                        |
| Claudia Bernhard                                                  | 15. August 2019 5. Juli 2023                      | Bovenschulte I Bovenschulte II  | Linke                  |